# Vrbica (miasto Zaječar)
Vrbica (cyr. Врбица) – wieś w Serbii, w okręgu zajeczarskim, w mieście Zaječar. W 2011 roku liczyła 205 mieszkańców.